# 朗帕爾烏帕齊拉
朗帕爾乌帕齐拉是孟加拉国巴蓋爾哈德縣的一个乌帕齐拉，位於庫爾納专区的巴蓋爾哈德縣。。

## 人口
據1991年孟加拉國人口普查，朗帕爾共有戶數33,119戶，人口167070人。其中男性佔比50.83%，女性佔比49.17%；成年人口93,518人。該地7歲以上人口之平均識字率為45.5%。